# Studnia w Mnichu
Studnia w Mnichu – jaskinia w Dolinie Rybiego Potoku w Tatrach Wysokich. Ma trzy otwory wejściowe znajdujące się w środkowej części wschodniej ściany Mnicha, w pobliżu Jaskini przy Studni w Mnichu i Studni przy Mnichowym Kominie, na wysokościach 1908, 1900 i 1893 metrów n.p.m. Długość jaskini wynosi 59,3 metra, a jej głębokość 22,3 metra.

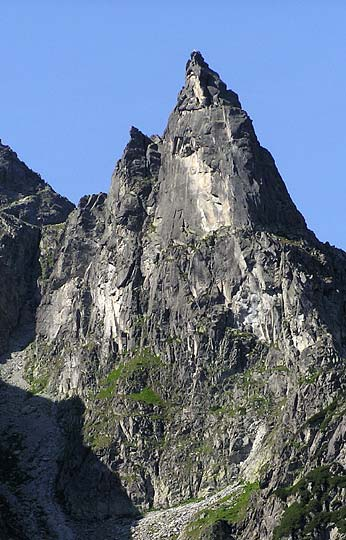
Wschodnia ściana Mnicha

## Opis jaskini
Najwyżej położony otwór jaskini stanowi początek szczelinowej studni. Zjeżdżając 8 metrów dociera się na jej pierwszy poziom utworzony z zaklinowanych kamieni. Tutaj w bok zaczyna się 4-metrowej długości korytarz. W drugą stronę, trawersując nad studnią, można dostać się do korytarza dochodzącego po 8 metrach do otworu drugiego. Trzy metry przed tym otworem można wspiąć się około 5 metrów do zaklinowanych kamieni i przez pochylnię dostać się do otworu najwyżej położonego. 
Zjeżdżając dalej studnią 10 metrów dociera się do kolejnego poziomu utworzonego z zaklinowanych kamieni. Zaczynają się tu dwa korytarze. Na południe wiedzie 2,5-metrowej długości korytarz, a na północ idzie korytarz prowadzący do studzienki. Schodząc nią dochodzi się do kolejnej studzienki o głębokości 2,5 metrów. Jest tu najniższy punkt jaskini. Trawersując nad pierwszą ze studzienek dochodzi się do najniższego otworu jaskini.

## Przyroda
W jaskini brak jest nacieków. Roślinność nie występuje. Tylko w otworach rosną porosty i mchy.

## Historia odkryć
Jaskinia przy Studni w Mnichu i Studnia w Mnichu znajdują się przy znanej drodze wspinaczkowej (słynnej z trudnego wariantu R) i dlatego ich otwory były znane taternikom próbujących ją przejść (pierwszą próbę podjęli Władysław Kulczyński (jr) i Mieczysław Świerz w 1909 roku).